# Angelino Soler
Angelino Soler Romaguera (Alcàsser, 26 novembre 1939) è un ex ciclista su strada spagnolo.
Professionista dal 1960 al 1969, vinse una edizione della Vuelta a España e quattro tappe al Giro d'Italia.

## Carriera
Atleta di buon livello, riuscì ad imporsi nella Vuelta a España del 1961 vincendo anche la frazione di Valencia. Anche nella stagione successiva seppe ottenere buoni risultati, conquistando tre tappe del Giro d'Italia e la relativa classifica GPM, nonché il Giro del Veneto.
Ma dopo quelle due stagioni non fu più in grado di confermarsi e oltre al sesto posto al Tour de France 1963 ottenne solo due ulteriori risultati di rilievo: un'altra tappa al Giro d'Italia nel 1964 e la classifica finale della Vuelta a la Comunidad Valenciana nel 1966.

## Palmarès
- 1959 (dilettante)

Classifica generale Volta Ciclista Internacional a Lleida
- 1961 (Faema, cinque vittorie)

6ª tappa Vuelta a España (Tortosa > Valencia)
Classifica generale Vuelta a España
Vuelta a Andalucía
Barcelona-Madrid
Gran Premio San Lorenzo
- 1962 (Ghigi & Funcor-Munguia, quattro vittorie)

Giro del Veneto
3ª tappa Giro d'Italia (Sestri Levante > Panicagliora)
16ª tappa Giro d'Italia (Aprica > Pian dei Resinelli)
18ª tappa Giro d'Italia (Casale Monferrato > Frabosa Soprana)
- 1963 (Faema, una vittoria)

1ª tappa Giro di Sardegna
- 1964 (I.B.A.C., due vittorie)

7ª tappa Giro d'Italia (Verona > Lavarone)
4ª tappa Bicicletta Eibaressa
- 1965 (Peugeot, una vittoria)

3ª tappa Tour du Sud-Est
- 1966 (Ferrys, una vittoria)

Classifica generale Volta a la Comunidad Valenciana

### Altri risultati
- 1961 (Faema)

1ª tappa, 2ª semitappa Vuelta a España (San Sebastián, cronosquadre)
- 1962 (Ghigi)

Classifica scalatori del Giro d'Italia
- 1965 (Peugeot)

Classifica scalatori Critérium du Dauphiné Libéré

## Piazzamenti

### Grandi giri
- Giro d'Italia

1962: 12º
1964: 17º
- Tour de France

1962: ritirato  (5ª tappa)
1963: 6º
1965: 22º
- Vuelta a España

1961: vincitore
1966: 9º
1967: 11º

### Classiche monumento
- Milano-Sanremo

1963: 41º
1964: 62º

### Competizioni mondiali
- Campionato del mondo

Salò 1962 - In linea: 24º
Ronse 1963 - In linea: 21º
Sallanches 1964 - In linea: 26º